# 6,5 × 50 мм SR Арисака
6,5 × 50 мм SR Арисака (от англ. semi-rimmed — полуфланцевый) — унитарный винтовочный патрон, принятый на вооружение Японской императорской армией в 1897 году вместе с магазинной винтовкой Тип 38 «Арисака». 
Новая винтовка и патрон заменили морально устаревшие патрона 8 × 53 мм Мурата, использовавшиеся в винтовке Мурата (Тип 22). В 1905 году патрон был предложен для винтовки Арисака образца 1905 года, причём более старые винтовки образца 1897 года оставались на вооружении ВС Японии. Карабин образца 1911 года также использовал этот патрон.

## История
Ранние патроны имели тупоконечную пулю массой 10,4 грамма, заряд бездымного пороха массой 2,1 г и начальную скорость пули 730 м/с. Поздние патроны (в соответствии с конструктивными изменениями патронов в других странах) имели остроконечную пулю весом 9 грамм с весом пороха 2,24 грамма и начальной скоростью пули 770 м/с.
В ходе русско-японской войны при анализе характера ранений было установлено, что ранения от 6,5-мм пуль японских винтовочных патронов заживают быстрее, чем ранения от 10,67-мм пуль винтовки Бердана № 2, однако в целом, практически не отличаются от ранений, нанесённых 7,62-мм пулей русского винтовочного патрона.
В 1905 году вместе с винтовкой Arisaka Type 38 на вооружение японской армии с тем же индексом был принят патрон с остроконечной пулей массой 9 грамм (139 гран) с цилиндрической донной частью, масса патрона 20 г.
Характеристики остроконечного патрона оставались неизменными до 1922 года, когда был принят на вооружение ручной пулемет Тип 11. В этом пулемёте изначально использовались стандартные пятипатронные обоймы от пехотной винтовки с тупоконечными пулями. Соответственно, при использовании новых патронов оказалось, что они приводят к быстрому износу частей и поломкам пулемёта, так как новые патроны развивают более высокое давление в канале ствола, что, в конечном итоге, сказывается и на работе автоматики. Эта проблема была решена выпуском специальной серии патронов с уменьшенной навеской пороха. На упаковке этих патронов был специальный штамп с латинской буквой «G» (Genso (яп. 減少) — уменьшенный, истощённый). Такие патроны выдавались также солдатам с ручным пулемётом Тип 96 и снайперам с винтовкой Тип 97. Преимуществом использования этих патронов снайперами являлась более низкая отдача (что меньше утомляло стрелка) и слабая дульная вспышка при выстреле (что затрудняло обнаружение снайпера при выстреле).
Существовали также патроны с деревянной или бумажной пулями, выпускались учебные (латунные или деревянные с красным лаковым покрытием и металлическим дном) патроны-макеты. Патроны, используемые при выстреле из ружейного гранатомёта, имели бумажные пули и могут быть опознаны по усиленному креплению капсюлей (чтобы не вылетали из гильзы при повышенном давлении в стволе).

## Использование в России
После знакомства с патроном во время Русско-японской войны в 1905–1906 годов, ведущие русские оружейники сконструировали самозарядные винтовки под этот патрон. Стандартный русский патрон в то время, 7,62 × 54 мм R, был слишком мощным и давал сильную отдачу в автоматическом оружии, а японский как нельзя более подходил для этих целей.
Ранние конструкции автоматических винтовок Владимира Фёдорова, такие как автомат Фёдорова, разработаны для специального патрона 6,5 × 51 мм HR, но могли использовать и японский патрон.
Во время Первой мировой войны из-за нехватки вооружения царским правительством закупались карабины Арисака образца 1905 года, которые использовались на Кавказском фронте, во флоте и частях Северного фронта. Помимо винтовок, были размещены заказы на поставку патронов к ним: на средства английского кредита были заказаны 660 млн японских 6,5-мм винтовочных патронов, на средства японского кредита — ещё 124 млн патронов.
В 1915–1916 годах патрон японского образца Type 30 изготавливался на Петербургском патронном заводе в России тиражом до 200 тысяч штук ежемесячно.
Часть винтовок складировали на территории Финляндии. Во время революции 1917 года склады были захвачены и винтовки поступили на вооружение финских отрядов.

## Использование в Великобритании
В 1914 году приблизительно 150 тысяч винтовок и карабинов Арисака образца 1897 года было продано в Великобританию, в основном — Королевскому Военно-морскому флоту, где они использовались для обучения личного состава.
Патрон 6,5 × 50 мм SR Арисака в 1917 году был официально принят на вооружение как .256 caliber Mk. II и позже производился компанией «Кайнок». Считается, что арабские войска под руководством Лоуренса Аравийского во время Первой мировой и воевавшие против Турции, имели винтовки Арисака образца 1897 года, хотя и высказывается мнение, что бедуины использовали захваченные турецкие Маузеры. Патрон производился в больших количествах в 1914–1918 годах на заводах Kynoch Ltd. и Royal Laboratory в Вульвиче.
Во время Гражданской войны в России «Арисаки» английского ВМФ были переданы белогвардейцам.

## Использование в Финляндии
Русская армия складировала часть винтовок на территории Финляндии. Во время революции 1917 года склады были захвачены и винтовки поступили на вооружение финских отрядов.
Винтовки использовались финской кавалерией и, после отделения Финляндии от России, предпринимались попытки изменить калибр винтовок до 7,9 мм. Также финское правительство передало винтовки в резервные части и торговый флот, позже перепродали винтовки в Эстонию (где известны их переделки под британский калибр). Финские «Арисаки» имеют на ложе номера округов и букву «S».

## Наши дни
После окончания второй мировой войны в 1945 году значительное количество 6,5-мм японских винтовок «Арисака» было ввезено в США, где они продавались в качестве гражданского спортивно-охотничьего оружия. В связи с сокращением запасов патронов японского производства, во второй половине 1950-х годов в США началось переснаряжение стреляных гильз, а в 1959 году шведская компания «Norma» начала выпуск этих патронов на экспорт в США (при этом, гильзы патронов производства «Norma» комплектовались стандартными для США капсюлями-воспламенителями).
Сейчас можно приобрести у фирмы Graf & Sons; Kinematics Research of Tennessee или Hornady.